# Petals ESB
Petals ESB est un  bus d'entreprise orienté services (ESB) hautement distribué. Il a été construit sur les spécifications  JBI, et est fourni sous licence GNU LGPL.
Le projet est dirigé et développé par Linagora.